# Visirs de Xah Rukh
Xah Rukh va tenir diversos visirs principals i subordinats al llarg del seu regnat. El diwan central o diwan d'Herat estava dirigit per un visir principal assistit per un de subordinat (alguna vegada mes) i altres funcionaris.
No hi ha gaire informació sobre el diwan d'Herat durant el regnat de Tamerlà. El 1401-02, Tamerlà va enviar a Shams al-Din Muhammad ibn Ali ibn Yahya Simnani a Herat per prendre possessió del càrrec de visir del Khorasan; va ser gairebé al mateix temps que va designar a Ali Simnani ibn Yahya, al seu propi visirat.

## Període de Fakhr al-Din Ahmad
El 1406 es quan s'esmenta per primera vegada el diwan central o diwan d'Herat durant el regnat de Xah Rukh i en aquell moment era el responsable Fakhr al-Din Ahmad amb Ali Xaqani com a subordinat. A diferència de molts membres del dıwan de Tamerlà que van arribar a Herat després de la pujada de Khalil Sultan, Fakhr al-Din havia abandonat Samarcanda el 1405 per servir a Shahrukh i era un home força jove (menys de 30 anys) que va haver de competir amb buròcrates experimentats i ben connectats. De Fakhr al-Din se sap que era un sayyid que s'havia dedicat al comerç i havia acumulat una riquesa notable.
El 1407, Fakhr al-Din va ser desallotjat per dos visirs que havien estat actius durant la vida de Tamerlà: Ghiyath al-Din Salar Simnani, funcionari ambiciós que havia estat actiu a l'administració tributària de Yazd durant els darrers anys del regnat de Tamerlà, fill de Shams al-Din Muhammad Simnani, que havia estat abans cap del diwan a Herat; i Sayyid Zain al-Abidin, enemic de Fakhr al-Din, segons se sap almenys des del 1404.
Aparentment, Ghiyath al-Din va ser l'iniciador de l'acció i va ser ell qui va declarar contra Fakhr al-Din. Després de només quatre mesos al càrrec, Sayyid Zain al-Abidin va ser destituït i l'antic cap de dıwan, Shams al-Din Muhammad Simnani, el va substituir, ocupant ara un lloc secundari al de Ghiyath al-Din Salar Simnani. Ghiyath al-Din va agafar el càrrec activament. En el seu primer any de mandat va construir un qidgah per Herat i se l'esmenta supervisant l'obertura del canal de Fathabad a la regió d'Idwan i Tizan. Malauradament, també va intentar afirmar la seva autoritat financera sobre els amirs txgatais de Xah Rukh en un moment en què la seva lleialtat al governant era fràgil i molt necessària. Ghiyath al-Din va avaluar les possessions dels emirs per determinar els impostos i, segons alguns historiadors, els va assignar valors fortament inflats, "anomenant cada ou un ocell, cada ocell una ovella, cada ovella un ramat". A finals del 1408, les seves accions van provocar una rebel·lió de diversos dels principals emirs de Xah Rukh, inclosos els fills dels seguidors personals de Tamerlà. Sayyid Fakhr al-Din no va trigar a treure profit d'aquest esdeveniment. Va acusar Ghiyath al-Din Salar de malversar una gran quantitat de diners: 300 tumens; i va aconseguir demostrar el seu cas. El 1408, mentre Xah Rukh feia campanya a Sistan i Alika Kukeltaix tenia el càrrec de governador delegat d'Herat, Ghiyath al-Din i dos dels seus agents van morir. Sembla que Fakhr al-Din i els emirs perjudicats van dissenyar conjuntament la seva caiguda. Khwandamir data aquests fets el 1407-08. No sabem res de la filiació de Ghiyath al-Din ni de la seva connexió amb els altres visirs Simnani.
El 1408 Sayyid Fakhr al-Din Ahmad va recuperar el seu càrrec, de nou amb Ali Xaqani com a subordinat, i va conservar la supremacia fins al 819/1416. No és clar com ho va aconseguir, ja que els relats contemporanis de la seva carrera són marcadament contraris a la seva figura. Segons Khwandamir, Fakhr al-Din va fer favors a sayyids, ulames i altres notables; no obstant això, tenia clarament nombrosos enemics a qui perseguia lliurement i, de fet, no consta ningú a qui afavoris i aparentment la intimidació era la seva principal font de poder.
El 1409–10 va ser acomiadat una estona del diwan, potser a instàncies de Sayyid Zayn al-Abidin, que havia tornat al dıwan l'any anterior i que va assumir el relleu i la càrrega de treball en absència de Fakhr al-Din. Però, al cap de poques setmanes, Fakhr al-Din va recuperar el seu càrrec i els funcionaris que havien estat en contra seva van patir represàlies. Amb el pas del temps, les accions de Sayyid Fakhr al-Din es van tornar cada vegada més escandaloses. Els historiadors expliquen que totes les persones havien de venir com a peticionaris a la seva porta i es complaïa en fer-los esperar o en marxar sense haver-los concedir audiència. Finalment, el sentiment contra ell es va fer massa gran perquè Xah Rukh la ignorés.
Les seves malifetes van començar a saber-se el 1415-16, a la tornada de Fars de Xah Rukh o una mica més tard a la seva tornada de l'expedició al Kirman, coincidint amb el nomenament del seu fill Baysunghur per supervisar el dıwan, i va ser encarregat d'una investigació i rectificació dels abusos. Baysunghur va incloure un funcionari animenat Ahmad Dapud, llest i eloqüènt, que va descobrir informació sobre el comportament de Fakhr al-Din i li va fer saber a través de suggeriments que hauria de regularitzar els seus actes. Amb la disminució del poder de Fakhr al-Din, els seus subordinats de dıwan van començar a confiar en les intencions de Baysunghur i a declarar contra el seu superior. Es va demostrar que Fakhr al-Din havia malversat diners. El seu principal acusador era el seu visir subordinat, Ali Xaqani, que havia estat amenaçat amb acomiadament si no pagava 200 kebeki tumens. Ara va transcendir que Fakhr al-Din havia donat instruccions als seus funcionaris per demanar prestades grans quantitats a la tresoreria i que deprés li lliuressin a ell aquestes sumes. A mesura que l'afer es feia més públic, el tresorer va entrar en pànic i va exigir la devolució dels diners, però els prestataris van dir-li que els diners no eren per a ells i no ho podien retornar i van assenyalar a Fakhr al-Din. Al cap d'un temps l'escàndol era tan comentat que va arribar a orelles de Xah Rukh, moment en què va ser necessària l'acció pública.
Xah Rukh, seguint les lleis formals de l'evidència, va castigar primer el funcionari que realment havia prestat els diners, i Fakhr al-Din va continuar una estona com a visir. En aquest moment, però, els funcionaris de dıwan acusaven obertament i violentament al sayyid, i es va fer impossible que Fakhr al-Din aguantés. Va acceptar un deute de 200 tumens, amb l'esperança d'evitar més investigacions, però un cop havia cedit en aquest punt es va convertir en atacable; va ser encadenat i entregat als recaptadors d'impostos. Va apel·lar a Baysunghur al·legant la seva condició de sayyid, sense èxit, però la mare de Baysunghur, Gawhar Shad, va acceptar intercedir en nom seu i va convèncer Baysunghur perquè li retirés les cadenes. No obstant això, els recaptadors d'impostos es van mantenir ferms i Fakhr al-Din va començar a actuar de manera estranya; va intentar recollir els diners necessaris per pagar el deute, agafant diners en préstec, en efectiu i espècie, amb qualsevol pretext possible, creient que podia aconseguir el conjunt de la quantitat i recuperar la seva posició. La seva salut, però, es va deteriorar ràpidament i va morir el juny-juliol de 1417, quan encara no tenia quaranta anys lunars.
Xah Rukh de fet va tenir alguna responsabilitat en l'afer. Es creu que el sultà era a Herat durant la primera purga de Fakhr al-Din; tant si va passar amb el seu consentiment com si no, havia d'haver vist l'idiosincràcia de la persona; no era l'home idoni per posar al capdavant del seu dıwan els primers anys del seu regnat i la seva responsabilitat fou al menys in eligendo i segurament tambe in vigilando.

## Transició
Amb Fakhr al-Din desaparegut, es va obrir el camí per a un nou poder dins del dıwan. El segon de Fakhr al-Din, Ali Xaqani, no podia aprofitar-ho al màxim. Havia estat al diwan d'Herat des de 1402–03, però no tenia la força de caràcter per fer valer la seva autoritat. Havia servit de co-visir a Sayyid Fakhr al-Din durant els dos mandats del seu servei, i no va saber-se negar a les seves malifetes. Nizam al-Din Ahmad Daud, competent, era una opció òbvia com a successor, i de fet, durant un temps fou probablement visir en cap. El que va impedir la seva continuïtat de preeminència va ser probablement l'aparició d'una nova figura, Ghiyath al-din Pir Ahmad Khwafi, que es va convertir en el visir cap més poderós i de més durada de Xah Rukh. No sabem res de la carrera anterior de Pir Ahmad, excepte que va venir de Khwaf i va mantenir una connexió amb la seva regió natal i que era d'una família notable. Pir Ahmad va ser nomenat al capdavant del dıwan a principis de 1418, a costa d'Ahmad Daud, l'acomiadament del qual va instigar. Amb una o dues breus interrupcions, va romandre el visir principal i preeminent fins a la mort de Xah Rukh, servint amb diversos socis. Els historiadors l'esmenten amb aprovació com algú que respectava la població, patrocinava bones obres i complia les seves funcions amb distinció. Mentre Sayyid Fakhr al-Din Ahmad es va convertir en el símbol del vici burocràtic, Pir Ahmad figura a les fonts com el visir poderós i actiu, jugant un paper similar al que jugaven en un altre camp els emirs Jalal al-Din Firuz Xah i Alikeh Kukeltaix, esmentats en tots els relats del govern de Xah Rukh. Com a subordinats principals hi hauria Daud Kalar, Ali Xaqani i Shams al-Din Ali Balicha Simnani, els principals períodes de servei dels quals es van produir probablement en aquest mateix ordre. En tots tres casos hi ha indicis de tensions al començament de l'associació que es van resoldre posteriorment. Sembla que Pir Ahmad sabia col·laborar amb col·legues sempre que ell pogués mantenir el domini. No era lliure d'escollir el seu company de visir i les cites sovint no li agradaven; és probable que se li designessin visirs associats amb la intenció de diluir el poder del visir en cap.

## Ghiyath al-din Pir Ahmad Khwafi
Ahmad ibn Daud Kalar va ser probablement el visir que va servir amb Pir Ahmad durant el període més llarg. El breu relat de Fasih Khwafi suggereix que Ahmad Daud va ser destituït el 1417–18 a instàncies de Pir Ahmad, que després va assumir el càrrec amb altres visirs com a socis, i va situar el segon nomenament d'Ahmad el 1423–24, poc abans del cessament temporal voluntari de Pir Ahmad el 1425–26. És probable que Ahmad Dapud es mantingués com a visir associat fins al 1434–35, quan fou substituït per Sayyidi Ahmad Shirazi. Khwandamir suggereix que Ahmad Daud i Pir Ahmad van compartir el visirat després del cessament de Sayyid Fakhr al-Din, i que estaven en els millors termes. Relata una sèrie d'acudits compartits que impliquen jocs de paraules elaborats en termes de dıwan i informa que cadascun enviava l'altre menjar quan preparaven sopes (ash).
Pir Ahmad va tenir clarament conflictes amb el seu posterior co-visir, Ali Xaqani, fins que va guanyar el domini sobre ell. Ali Xaqani havia romàs dins de l'administració en llocs subordinats des de la deposició de Fakhr al-Din Ahmad, i no és segur quan es va convertir en co-cap del dıwan, però l'ocasió més probable per al seu nomenament és la mort de Sayyidi Ahmad Shirazi el 1435. Sabem que va romandre al càrrec fins al 1441.
Khwandamir explica una història graciosa sobre la subjugació d'Ali Xaqani per part de Ghiyath al-Din. Les relacions eren tan tenses entre els dos homes que els seus desacords van cridar l'atenció de Xah Rukh i va decidir utilitzar la tensió en el seu avantatge, fent investigar a cadascun el treball de l'altre. Ali Xaqani sabia que Pir Ahmad havia concedit els ingressos d'un poble rendible a prop d'Herat al seu amic Safi al-Din ibn Khwaja Abd al-Qadir, un home aficionat a la broma que havia fet bromes a la majoria de la gent dels majlis de Xah Rukh. Es pot endevinar que les trapelleries de Safi al-Din li havien guanyat prou enemics per fer-lo semblar un blanc segur i Ali Xaqani va decidir iniciar les seves investigacions amb la investigació del seu poble. Quan Ali Xaqani va visitar-lo, Safi al-Din estava esperant-lo i el va enganyar perquè mengés aliments plens de substàncies toxiques, jurant pel seu divorci que el plat no contenia cap substància toxica i assenyalant una secció que de fet no en tenia, de la qual va menjar ell mateix. Ali, per tant, s'ho va menjar i es va desmaiar. Safi al-Din va marxar de pressa cap a Xah Rukh per informar de la condició vergonyosa del visir, i el palafraner (akhtaji) que va enviar Xah Rukh el va trobar en mal estat. El va posar damunt del seu cavall, encara semi-conscient, i el va portar a la cort. Ali no va ser acomiadat, però va ser renyat i multat, i mai més va plantar cara a Pir Ahmad. Després d'això, Pir Ahmad sembla haver-se conformat amb l'acord i no va quedar gens satisfet quan va ser acomiadat Ali Xaqani el 1441.
La caiguda d'Ali Xaqani va causar una impressió considerable; la trobem esmentada al Mujmal-i fasıhı i descrita amb detall per Abd al-Razzaq Samarqandı, de qui Khwandamir va agafar la història. L'esdeveniment va ser precipitat per Shams al-Din Ali Simnani, membre de la destacada família Balicha de Simnan, que era al majlis de Xah Rukh i molt afavorit pel governant. El juliol de 1441, Khwaja Shams al-Din, que havia conegut irregularitats en la recaptació d'impostos de Jam, va plantejar la qüestió en els majlis de Xah Rukh, amb Ghiyath al-Din Pir Ahmad i Ali Xaqani presents. Quan Xah Rukh va demanar informació completa, Shams al-Din Ali va suggerir que tenia proves que incriminaven a Ali Xaqani i en aquest moment Xah Rukh va demanar a l'amir Firuz Xah investigar. És probable que la investigació de Jam s'apropés perillosament als interessos de Pir Ahmad, ja que se sap que hi havia un agent seu allí. La investigació va revelar abusos importants pels quals va ser destituït Amir Ali Xaqani, el 10 d'agost de 1441 i Shams al-Din Ali va prendre la seva posició l'endemà. Aquest assumpte va tenir lloc en contra dels desitjos de Pir Ahmad, que estava tan molest que es va absentar del dıwan durant diversos dies. Shams al-Din Ali va pensar que era millor no aprofitar al màxim les molèsties de Pir Ahmad, de manera que, tot i que va fixar el seu segell als documents, els va enviar a Pir Ahmad per obtenir el seu segell. Al cap d'uns dies, Pir Ahmad va tornar per por que Xah Rukh no es molestés.
En el mateix any, Fasih afirma que Ghiyath al-Din Pir Ahmad va ser castigat per instigació de conflictes. No ens dona cap explicació, però l'esdeveniment suggereix alguna amenaça per al poder de Pir Ahmad. Ben aviat Pir Ahmad es va posar d'acord amb el nomenament de Shams al-Din Ali; Aquests dos visirs encara compartien el dıwan en el moment de la mort de Shahrukh i van romandre junts voluntàriament durant un temps després.
El que veiem a la carrera de Pir Ahmad és el manteniment amb èxit del poder gràcies a la seva capacitat de doblegar els altres cap a la seva voluntat, tot i acceptant alguns límits sobre el seu propi poder. Tot i el seu llarg i reeixit mandat al càrrec, la carrera de Pir Ahmad no va estar exempta de contratemps. Fasih Khwafi informa que va ser acomiadat del dıwan durant aproximadament un any el 1425–26 i com hem dit vist, va tornar a patir un cop al seu poder i prestigi el 1441. Aquí hi ha una dinàmica recurrent; la dinastia va imposar el seu propi candidat com a co-visir, escollint algú de fora del grup de clients i aliats que Pir Ahmad havia establert per a ell. Durant diversos anys, Pir Ahmad va ser capaç d'arribar a un acord amb la seva parella o reduir-lo a una posició subordinada, tal com va fer amb Ali Xaqani. Es pot endevinar quan un co-visir esdevenia aliat amb Pir Ahmad, perdia part de la seva utilitat per a la dinastia i arribava el moment de trobar una nova persona per nomenar. Fins i tot si el mateix Xah Rukh no va iniciar el canvi de personal, podria ser receptiu a les crítiques al titular.

## Lista dels principals visirs de Xah Rukh
- 1 Fakhr al-Din Ahmad 1405-1407
- 2 Ali Xaqani 1405-1407

-
- 3 Sayyid Zain al-Abidin 1407
- 4 Ghiyath al-Din Salar Simnani 1407

-
- 5 Ghiyath al-Din Salar Simnani 1407-1408
- 6 Xams al-Din Muhammad Simnani 1407-1408

-
- 7 Fakhr al-Din Ahmad 1408-1410
- 8 Xams al-Din Muhammad Tahir (incert) 1408-1410

-
- 9 Sayyid Zain al-Abidin 1410
- 10 Shams al-Din Muhammad Tahir (incert) 1410

-
- 11 Fakhr al-Din Ahmad 1410-1416
- 12 Ali Xaqani 1410-1416

-
- 13 Fakhr al-Din Ahmad 1416-1417 (en suspensió)
- 14 Ahmad Daud 1416-1417 (de facto visir principal)

-
- 15 Nizam al-Din Ahmad Daud 1417-1418
- 16 Ali Xaqani 1416-1418 (segon visir)

-
- 17 Ghiyath al-Din Pir Ahmad Khwafi 1418-1424
- 18a Ahmad ibn Daud Kalar 1418-1424
- 18b Sayyid Ali Marwi 1418-?
- 18c Muizz al-Din Malik Husayn ibn Izz al-Din Muhammad Balicha Simnani 1418-?

-
- 19 Nizam al-Din Ahmad Daud 1424-1425
- 20 ?

-
- 21 Ghiyath al-din Pir Ahmad Khwafi 1425-1434
- 22 Nizam al-Din Ahmad Daud 1425-1434

-
- 23 Ghiyath al-din Pir Ahmad Khwafi 1434-1435
- 24 Sayyidi Ahmad Xirazi 1434-1435

-
- 25 Ghiyath al-din Pir Ahmad Khwafi 1435-1441
- 26 Ali Xaqani 1435-1441

-
- 27 Ghiyath al-din Pir Ahmad Khwafi 1441->1447
- 28 Xams al-Din Ali Simnani 1441→1447 (Shams al-Din Ali Balicha)